# Фабіан Естай
Фабіан Естай (ісп. Fabián Estay, нар. 5 жовтня 1968, Сантьяго) — чилійський футболіст, що грав на позиції нападника.
Виступав значну частину кар'єри у Мексиці, а також грав за національну збірну Чилі. Учасник чемпіонату світу 1998 року та чотирьох Кубків Америки.

## Клубна кар'єра
Народився 5 жовтня 1968 року в місті Сантьяго. Вихованець футбольної школи клубу «Універсідад Католіка». Дорослу футбольну кар'єру розпочав 1987 року в основній команді того ж клубу і в першому сезоні виграв чилійську Прімеру. За команду він відіграв ще три сезони без особливого успіху, після чого перейшов у швейцарський «Санкт-Галлен». 
У 1993 році Фабіан повернувся на батьківщину, де рік провів в клубі «Універсідад де Чилі» і вдруге став чемпіоном Чилі і володарем національного Кубка. Влітку того ж року Естай прийняв запрошення грецького «Олімпіакоса», але через високу конкуренцію не зміг повноцінним футболістом основного складу. У 1995 році він завоював срібні медалі грецької Суперліги. У тому ж році Естай знову повернувся на батьківщину, уклавши угоду з «Коло-Коло». 
Після закінчення сезону у 1996 році він перейшов у мексиканську «Толуку». З новим клубом Естай двічі виграв мексиканську Прімеру. Після цього виступав у Мексиці протягом десять років, виступаючи за клуби «Америка», «Атланте», «Сантос Лагуна» та «Акапулько», але найбільшого успіху досяг саме в «Толуці». Естай тричі визнавався Найкращим футболістом Мексики. 
У 2005 році він переїхав у Колумбію, де недовго виступав за клуб «Америка де Калі». Завершив професійну ігрову кар'єру на батьківщині у клубі «Палестіно», за який недовго виступав протягом 2006 року.

## Виступи за збірні
1987 року залучався до складу молодіжної збірної Чилі.
17 жовтня 1990 року дебютував в офіційних іграх у складі національної збірної Чилі в товариському матчі проти збірної Бразилії. 22 травня 1991 року у зустрічі проти збірної Ірландії Естай забив свій перший гол за національну команду. Того ж року він взяв участь у розіграшу Кубка Америки 1991 року у Чилі, на якому команда здобула бронзові нагороди.
Згодом у складі збірної був учасником ще трьох розіграшів цього турніру — 1993 року в Еквадорі, 1995 року в Уругваї та 1999 року у Парагваї.
У 1998 році Фабіан потрапив у заявку збірної на участь у чемпіонаті світу у Франції. На турнірі він взяв участь в матчах проти збірних Камеруну, Австрії, Італії та Бразилії.
Він зіграв останній матч у збірній у квітні 2001 проти Уругваю (0:1). Всього протягом кар'єри у національній команді, яка тривала 12 років, провів у формі головної команди країни 69 матчів, забивши 5 голів.

### Голи за збірну Чилі
| #   | Дата               | Місце            | Противник | Рахунок | Результат | Змагання                            |
| --- | ------------------ | ---------------- | --------- | ------- | --------- | ----------------------------------- |
| 01. | 22 травня 1991     | Дублін, Ірландія | Ірландія  | 0:1     | 1:1       | Товариський матч                    |
| 02. | 14 липня 1991 року | Сантьяго, Чилі   | Парагвай  | 3:0     | 4:0       | Кубок Америки 1991                  |
| 03. | 31 березня 1993    | Аріка, Чилі      | Болівія   | 1:0     | 2:1       | Товариський матч                    |
| 04. | 6 липня 1996       | Сантьяго, Чилі   | Еквадор   | 3:1     | 4:1       | Чемпіонат світу 1998 (кваліфікація) |
| 05. | 15 серпня 2000     | Сантьяго, Чилі   | Бразилія  | 1:0     | 3:0       | Чемпіонат світу 1998 (кваліфікація) |

## Титули і досягнення
- Чемпіон Чилі (2):

«Універсідад Католіка»: 1987
«Універсідад де Чилі»: 1993
- Володар Кубка Чилі (1):

«Універсідад де Чилі»: 1994
- Чемпіон Мексики (2):

«Толука»: Інверіно 1998, Верано 1999
- Бронзовий призер Кубка Америки: 1991